# Bethesda Game Studios Dallas
Bethesda Game Studios Dallas — американський розробник відеоігор, що базується в Далласі та є структурним підрозділом Bethesda Game Studios. Студія була заснована як Escalation Studios у 2007 році. Вона деякий час належала компанії 6waves Lolapps у 2012 році, а в лютому 2017-го була придбана ZeniMax Media. У серпні 2018 року Escalation стала частиною Bethesda Game Studios і провела ребрендинг, отримавши нову назву — Bethesda Game Studios Dallas.
Хоча студія більшою мірою спеціалізувалася на розробці ігор для мобільних пристроїв до свого придбання ZeniMax, вона співпрацювала з id Software в розробці багатокористувацького режиму Rage і редактору рівнів для Doom, а також розробила ігровий режим PASS Time для Team Fortress 2 спільно з Valve і Bad Robot Productions.

## Історія
Escalation Studios була заснована у 2007 році Томом Мастейном, Марком Тардифом і Шоном Гріном. Мастейн раніше співзаснував Ritual Entertainment, тоді як Тардиф був виконавчим продюсером та старшим віцепрезидентом розвитку бізнесу Gearbox Software.
18 січня 2012 року компанія 6waves Lolapps (6L) оголосила про придбання Escalation на нерозголошених умовах. У результаті цієї угоди Мастейн і Тардиф стали директорами з дизайну Escalation, а Грін став технічним директором 6L. Проте в березні 6L оголосила, що звільнила весь свій штат розробників, тоді як Escalation «залишиться активною певною мірою». У травні студія оголосила, що знову стала незалежною. На той час вона працевлаштовувала приблизно 30 осіб.
1 лютого 2017 року було оголошено, що Escalation Studios була придбана ZeniMax Media, материнською компанією видавця відеоігор Bethesda Softworks. Згодом студія стала частиною Bethesda Game Studios, підрозділу розробки Bethesda Softworks, і провела ребрендинг, отримавши нову назву — Bethesda Game Studios Dallas. У серпні 2018 року було повідомлено, що студія виконує додаткову роботу в розробці Starfield. ZeniMax Media була придбана Microsoft за 7,5 млрд $ у березні 2021 року і стала частиною Xbox Game Studios.

## Список відеоігор
| Рік  | Назва                                | Платформа(и)                                      | Видавець                               | Прим.                                                                           |
| ---- | ------------------------------------ | ------------------------------------------------- | -------------------------------------- | ------------------------------------------------------------------------------- |
| 2008 | Dr. Awesome, Microsurgeon M.D.       | iOS                                               | ngmoco                                 | Н/Д                                                                             |
| 2008 | Samba de Amigo                       | Wii                                               | Sega                                   | Розроблена в співпраці з Gearbox Software                                       |
| 2009 | Doom Resurrection                    | iOS                                               | id Software                            | Розроблена в співпраці з id Software                                            |
| 2010 | Inception: Mind Crime                | Android, Facebook                                 | Warner Bros. Interactive Entertainment | Н/Д                                                                             |
| 2010 | Splode                               | Android, iOS, Kongregate, macOS                   | Escalation Studios                     | Н/Д                                                                             |
| 2011 | Space City                           | iOS                                               | Glu Mobile                             | Н/Д                                                                             |
| 2011 | Rage                                 | macOS, Microsoft Windows, PlayStation 3, Xbox 360 | Bethesda Softworks                     | Розробка багатокористувацького режиму в співпраці з id Software                 |
| 2012 | Shot & Found                         | iOS                                               | Escalation Studios                     | Н/Д                                                                             |
| 2012 | Friends & Zombies                    | Facebook                                          | Escalation Studios                     | Н/Д                                                                             |
| 2012 | Midway Arcade                        | iOS                                               | Warner Bros. Interactive Entertainment | Н/Д                                                                             |
| 2012 | Splode Blast!                        | iOS                                               | Escalation Studios                     | Н/Д                                                                             |
| 2013 | Ultima Forever: Quest for the Avatar | iOS                                               | Electronic Arts                        | Розроблена в співпраці з Mythic Entertainment                                   |
| 2013 | Disney Infinity: Toy Box             | iOS                                               | Disney Mobile                          | Розроблена в співпраці з Disney Interactive Studios                             |
| 2014 | Interstellar Test Flight             | Браузер                                           | Warner Bros. Interactive Entertainment | Н/Д                                                                             |
| 2014 | Eternal Fate                         | Android, iOS, Microsoft Windows                   | Escalation Studios                     | Н/Д                                                                             |
| 2015 | Outlaw Space                         | Браузер, Linux, macOS, Microsoft Windows          | Escalation Studios                     | Н/Д                                                                             |
| 2016 | Herobound: Gladiators                | Android                                           | Oculus VR                              | Розроблена в співпраці з Gunfire Games                                          |
| 2016 | Doom                                 | Microsoft Windows, PlayStation 4, Xbox One        | Bethesda Softworks                     | Розробка функції SnapMap в співпраці з id Software                              |
| 2016 | Team Fortress 2                      | Microsoft Windows, macOS, Linux                   | Valve                                  | Розробка ігрового режиму PASS Time в співпраці з Valve та Bad Robot Productions |
| 2016 | Please, Don't Touch Anything 3D      | Microsoft Windows, macOS                          | Escalation Studios                     | Розробка в співпраці з Four Quarters                                            |
| 2022 | Starfield                            | Microsoft Windows, Xbox Series X/S                | Bethesda Softworks                     | Додаткова робота                                                                |